# بوهدان بیچکوف
بوهدان بیچکوف (اوکراینی: Богдан Сергійович Бичков؛ زادهٔ ۲۴ نوامبر ۱۹۹۴) بازیکن فوتبال  اهل اوکراین است.